# ارباب‌نشین بترون
ارباب‌نشین بترون (انگلیسی: Lordship of Botrun)، تیولی در حدود شهر کوچک بترون در کنت‌نشین طرابلس است. صلیبیون بترون در سال ۱۱۰۴ فتح کردند و این قلمرو تا سال ۱۱۸۴ یکی از ارباب‌نشین‌های صلیبی به شمار می‌رفت تا آن که در این توسط ممالیک فتح شد.

## اربابان بترون
- ویلیام دورل
- پالیوین
- ویلیام انطاکیه، ارباب بترون
- جان یکم انطاکیه، ارباب بترون
- جان دوم انطاکیه، ارباب بترون